# Kínai sakk
A hsziang-csi (xiangqi) (kínai: 象棋; pinyin: xiàngqí; Wade-Giles: hsiang-ch'i  hallgat) vagy kínai sakk az általunk ismert nyugati sakk kínai változata. Manapság az egyik legnépszerűbb táblás játék. Rokona a japán sakknak, a sóginak (shogi), és a koreai sakknak (janggi).
Kínai sakknak, tévesen, a Csillaghalma játékot is hívják.

## Játékszabályok

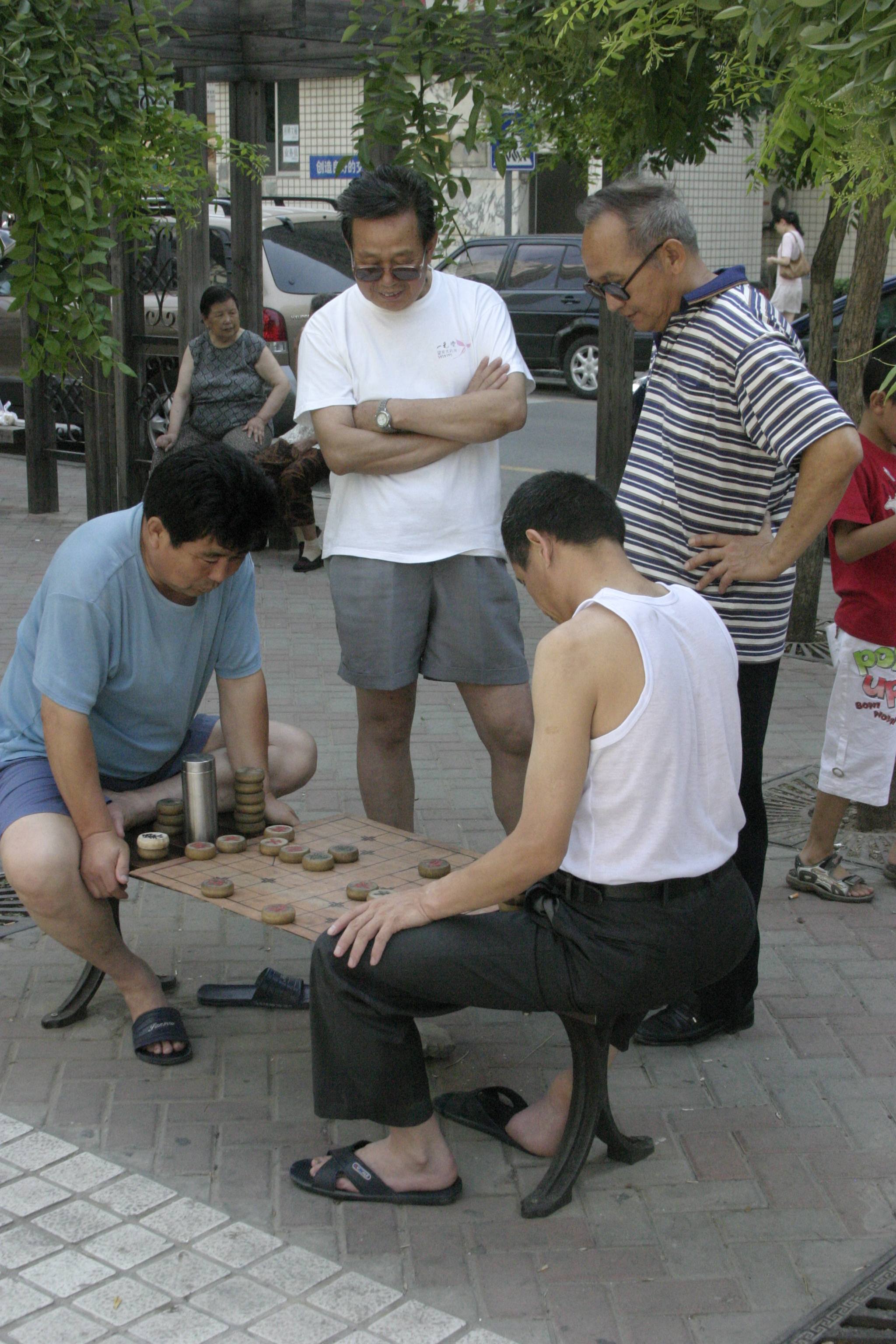
A Xiangqi a mindennapi városi élet része Kínában

### A tábla
A hsziang-csi (xiangqi)t egy vonalas táblán játsszák, melyen 9 oszlop és 10 sor látható, középen üres vízszintes résszel, mely a két csapat közötti folyót jelképezi. A tábla alján és tetején középen két fontos terület, a két palota helyezkedik el (ezek az X jelű területek). Az egyes bábukat a vonalak találkozásaira kell elhelyezni, akár csak a góban. A figurák közül a gyalogok és az ágyúk helyét kis keresztek jelölik a táblán.
A tábla oszlopait A-tól I-ig betűkkel szokás jelölni, míg a sorokat 0-tól 9-ig számokkal.

### A bábuk
A játékban a következő bábuk vannak: király, testőr, elefánt, huszár, bástya, ágyú és gyalog. Az egyes darabokat kis korongok jelképezik, melyeket a rájuk festett kínai karakterekkel lehet megkülönböztetni. Ám léteznek olyan játékkészletek is, ahol a figurákat - a jobb felismerhetőség kedvéért - a nyugati sakkra emlékeztető bábukkal játsszák.
A két csapatot a színükkel különböztetik meg. Ezek a színek tipikusan vörös és fekete, de ritkábban találkozni lehet vörös helyett fehér, illetve fekete helyett kék bábukkal is.

#### Király
| ┼ | ○ | ┼ |
| ○ | ▲ | ○ |
| ┼ | ○ | ┼ |

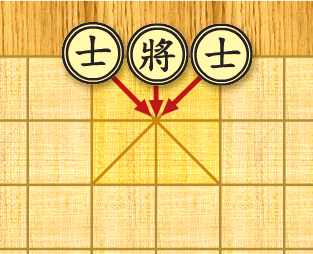
A király és a testőrök

A király jele a kínai 將 (trad.) / 将 (simp.) csiang (jiàng)  hallgat (generális) karakter a fekete oldalon, míg 帥 (trad.) / 帅 (simp.) suaj (shuai)  hallgat (marsal) a vörös oldalon. A legenda szerint ezeket a figurákat eleinte császároknak hívták, de mikor az egyik kínai császár kivégeztetett két játékost, mert azok „meg akarták ölni” a császár bábut, átnevezték őket.
A figura megfelel a nyugati sakkban ismert királynak, bár több eltérés is van közöttük. Az egyik ilyen, hogy csak vízszintesen és függőlegesen tud lépni (átlósan nem), és nem hagyhatja el a palotáját. Ezért ez a bábu összesen 9 helyre léphet. A király kezdő pozíciója a tábla alján középen van, ellentétben a koreai sakkal, ahol a király a palota közepéről indul.
Mikor a király ütésbe kerül, tehát mikor egy másik figura a következő lépésben leütheti, a király sakkot kap. Mikor a király sakkban áll, és képtelen a sakkot elkerülni, akkor a király mattot kap, és az adott játékos elveszíti a játékot. A játékos akkor is veszít, ha a király ugyan nincs sakkban, de a következő lépésben csak olyan helyre rakhatná bábuit, amivel a király sakkba kerülne. Tehát a hsziang-csi (xiangqi)ban patt nem létezik.
Van még egy különleges szabály a királyra, mely szerint ha a király és az ellenfél királya ugyanazon az oszlopban áll, és nincs közöttük más bábu, akkor a király sakkban van. Így ha az egyik játékos elfeledkezik erről, és elmozdítja a bábuját a két király közül úgy, hogy más figura már nincs közöttük, akkor az a játékos veszít.

#### Testőr
| ○ | ┼ | ○ |
| ┼ | ▲ | ┼ |
| ○ | ┼ | ○ |

A testőr jele 士 si (shì)  hallgat („úriember”) a feketének és 仕 si (shi)  hallgat („hivatalnok”) vörösnek. Ritkán, mind a két karaktert ugyanazzal a 士 karakterrel jelölik mindkét szín esetén.
A testőr, az eredetét tekintve valószínűleg megegyezik a nyugati sakk vezérével, de a kínai sakkban jóval kevésbé jelentős bábunak számít. A testőr csupán egy lépést tehet átlósan, a palota elhagyása nélkül. Tehát a táblán összesen öt helyen lehetnek. Feladatuk a király védelmezése. Kezdő pozíciójuk a király mellett kétoldalt.

#### Elefánt
| ○ | ┼ | ┼ | ┼ | ○ |
| ┼ | ◆ | ┼ | ◆ | ┼ |
| ┼ | ┼ | ▲ | ┼ | ┼ |
| ┼ | ◆ | ┼ | ◆ | ┼ |
| ○ | ┼ | ┼ | ┼ | ○ |

Az elefánt jele a 象 hsziang (xiàng) (elefánt) feketének és 相 hsziang (xiàng) (miniszter) a vörösnek. Kettő-kettő van belőlük, és kezdetben a testőrök mellett helyezkednek el.
Az elefántok, távoli rokonai a nyugati sakk futóinak. Ezek is átlósan léphetnek, de csak és kizárólag két mezőt (se többet, se kevesebbet). Közben nem ugorhatnak át más bábukat, és nem hagyhatják el a térfelüket (nem léphetnek át a folyón). Így inkább csak a védekezésben tudnak segíteni. Összesen hét olyan pont van a táblán, ahová egyáltalán léphetnek.

#### Huszár
| ┼ | ○ | ┼ | ○ | ┼ |
| ○ | ┼ | ◆ | ┼ | ○ |
| ┼ | ◆ | ▲ | ◆ | ┼ |
| ○ | ┼ | ◆ | ┼ | ○ |
| ┼ | ○ | ┼ | ○ | ┼ |

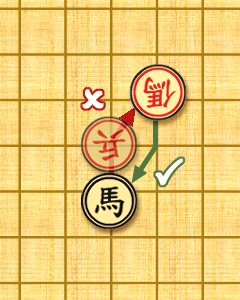
A példában a vörös huszár leütheti a fekete huszárt, de az nem ütheti le a vöröset, mivel a mozgását egy másik figura akadályozza

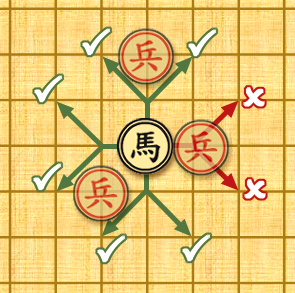
A zöld színnel jelölt lépések megengedettek, míg a vörös színnel nem, mivel egy másik bábu akadályozza a huszár mozgását azokban az irányokban

A huszár jele 馬 ma (mǎ)  hallgat a feketének és 傌 ma (mà)  hallgat a vörösnek a hagyományos kínai írásban, míg 马 ma (mǎ)  hallgat a feketének és a vörösnek is az egyszerűsített kínai karakterrel. Néhány hagyományos készletben mind a két színt a 馬 karakterrel jelölik.
Kezdőpozíciójuk az elefántok mellett van. Lépés közben egyet lépnek függőlegesen vagy vízszintesen, és ezt követően léphetnek egyet átlósan, távolodva az eredeti pozíciójuktól. A nyugati sakkal szemben ez a huszár nem ugrik, hanem lép, így ha a vízszintes vagy függőleges szomszédos pozícióban már egy másik figura van, akkor az adott huszár nem mozoghat abban az irányban (lásd a mellékelt ábrákat).

#### Bástya
| ┼ | ┃ | ┼ |
| ━ | ▲ | ━ |
| ┼ | ┃ | ┼ |

A bástya jele 車 feketének és 俥 vörösnek hagyományos kínai jelölésmóddal, és 车 mindkét színnek egyszerűsített kínai karakterrel. Néhány hagyományos készletben mindkét színt ugyanazzal a 車 karakterrel jelölnek. Ritkán találkozhatunk még ezzel a jellel is: 伡. Mindegyik kiejtése csü (jū)  hallgat. A bástya függőlegesen és vízszintesen mozoghat bármennyi (üres) mezőt, és a végén üthet is. Tehát mind mozgása, mind ütése megegyezik a nyugati sakk bástyájával. A bástyák kezdetben a sarkokban, a huszárok mellett helyezkednek el. Ez a legerősebb figura.

#### Ágyú
Az ágyú jele 砲 pao (pào)  hallgat a feketének és 炮 pao (pào)  hallgat a vörösnek. 砲 pao (pào) jelentése „katapult”, míg 炮 pao (pào) jelentése „ágyú”.
| ┼ | ┃ | ┼ |
| ━ | ▲ | ━ |
| ┼ | ┃ | ┼ |

Ütés:
| ┼ | 砲 | ┼ | ┼  | ┼ | ┼  | ┼ | ┼  |
| ┼ | 馬 | ┼ | ┼  | ┼ | ┼  | ┼ | ┼  |
| ┼ | ┼  | ┼ | ┼  | ┼ | ┼  | ┼ | ┼  |
| ┼ | 炮 | ┼ | 相 | ┼ | 卒 | ┼ | 俥 |
| ┼ | ┼  | ┼ | ┼  | ┼ | ┼  | ┼ | ┼  |

A hsziang-csi (xiangqi)ban mindkét játékosnak van két-két ágyúja. Kezdetben a gyalogok mögött a táblán megjelölt pozíciókban helyezkedik el. Az ágyú úgy mozog, akár a bástya, de csupán úgy üthet, hogy ha közben egy, és csakis egy figurát átugrik (legyen az barát vagy ellenség). Az átugrott figura és az ágyú, valamint az átugrott figura és a leütött figura között bármennyi üres hely lehet. Az ágyú ütési módjából is látszik, hogy a játék kezdetén igen erős figura, míg a bábuk számának csökkenésével ereje is csökken.

#### Gyalog
| ┼ | ○ | ┼ |
| □ | ▲ | □ |
| ┼ | ┼ | ┼ |

Mindkét oldalnak öt gyalogja van, melyek jelei 卒 cu (zú)  hallgat (gyalog) a feketének és 兵 ping (bīng) hallgat (katona) vörösnek. A gyalogok a folyó előtti sorban, a táblán megjelölt helyeken állnak. Saját térfélen egy mezőt mozoghat előre, és így is üthet. A ellenfél térfelén pedig e mellett oldalirányban is mozoghat egy mezőt, és szintén így is üthet. A gyalogok nem mozognak hátrafelé, és elérve a tábla másik szélét, már csak oldalirányba mozoghatnak. Tehát ellentétben a nyugati sakkal, a gyalogot nem lehet „előléptetni” az utolsó sorban.

#### Az egyes figurák körülbelüli értékei
| Bábu                    | Pontszám |
| Gyalog a saját térfélen | 1        |
| Gyalog a folyón átlépve | 2        |
| Testőr                  | 2        |
| Elefánt                 | 2        |
| Huszár                  | 4 - 5    |
| Ágyú                    | 4 - 5    |
| Bástya                  | 9        |

Ezek csak körülbelüli pontszámok, mivel például a bástyáknak a sarokban a kezdetekkor nincs túl nagy értékük, ám szükség esetén könnyen a dolgok sűrűjébe kerülhetnek.

### A játék menete
A játékosok felváltva lépnek. Hogy melyik játékos kezd, az igen változó volt az idők folyamán, és attól függően, hogy Kína melyik részén játszották. Míg néhány könyv szerint a fekete lép először, addig mások szerint a vörös. Szintén mások szerint ez az oldalaktól (észak és dél) függ, de az égtájak meghatározása forrásról forrásra változik. Általánosságban elmondható, hogy a modern játékokban a vörös kezd.
Kezdőpozíciók: elöl két szélen a bástyák, mellettük a huszárok, majd az elefántok következnek. Ezek mellett, a palotában a testőrök vannak, akik a királyt fogják közre. Az ágyúk két sorral, míg a gyalogok hárommal előrébb vannak a táblán a megjelölt mezőkön.
A játék végső célja: mattot adni az ellenfél királyának.

### A játék vége

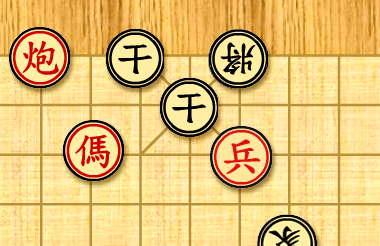
„Sakk-matt!” (feltéve, hogy az ágyút nem lehet leütni) Megjegyzendő, hogy a huszár ebben a helyzetben nem szükséges a matthoz.

A játék véget ér, ha az egyik király mattot kap, tehát ha a sakkból, az előzőleg kapott ütésből nem tud kilépni. Ekkor a mattot kapott játékos veszít. Akár csak akkor, ha az egyik félnek már nincs szabályos lépése (a király sakkba lépne). Ez az úgy nevezett patt döntetlen a nyugati sakkban, ám itt vesztésnek számít.
Kínában a sakk jele 將 (trad.) / 将 (simp.) csiang (jiāng)  hallgat, a sakk-matté pedig 將軍 (trad.) / 将军 (simp.) csiang-csün (jiāngjūn)  hallgat. Nem szükséges kimondani, hogy „sakk”, ha az ellenfélnek sakkot adunk, ám a játékokban sűrűn hallható ez a szó.
Hogy a vesztésre álló játékosnak nehezebb legyen kiharcolnia egy döntetlent, ezért az itt következő szabályok vannak még érvényben:
- Az örökös sakkot adó fél veszít, függetlenül attól, hogy a sakkot hány figurával adja.
- Az az oldal, amelyik egy védtelenül álló bábut örökösen kerget, veszít. Bár a királynál és a gyalogoknál ez megengedett.[2]
- Ha az egyik fél örökösen sakkot ad, míg a másik örökösen kerget, akkor az örökösen sakkot adónak kell leállnia, különben veszít.
- Ha egyik fél sem szegi meg ezeket a szabályokat, de nincs más, alternatív lépésük, akkor a játék döntetlennel ér véget.
- Ha mindkét fél egyidejűleg szegi meg ezeket a szabályokat, vagy nincs más lépési lehetőségük, akkor a játék döntetlen.[3]